# Literata
Literata es un tipo de letra con serifas de estilo antiguo encargado por Google y diseñado por la diseñadora de tipos independiente TypeTogether. Fue lanzado en 2015 y es la familia de fuentes predeterminada en Google Play Books, desde la versión 3.4.5. El objetivo de este tipo de letra era establecer una identidad visual única para la aplicación Play Books, adecuada para una amplia variedad de tamaños de pantalla, resoluciones y software de renderizado. Los diseñadores se inspiraron en los antiguos tipos de letra romanos y escoceses.
Literata incluyó inicialmente dos pesos diferentes (regular y negrita) y las correspondientes variaciones en cursiva vertical. En la versión 2.1, llamada Literata Book, se agregaron dos pesos diferentes (mediano y seminegrita), versalitas y números con altura alineada como predeterminados.
Incluye soporte para las escrituras latinas, griegas politónicas y cirílicas de extensión total. Comparada con la antigua fuente predeterminada de Play Books, Droid Serif, Literata tiene una altura x más baja y ascendentes más altos.
El 7 de diciembre de 2018, Literata pasó a ser de código abierto bajo SIL Open Font License y se publicó en GitHub.